# کلیسای یکپارچه

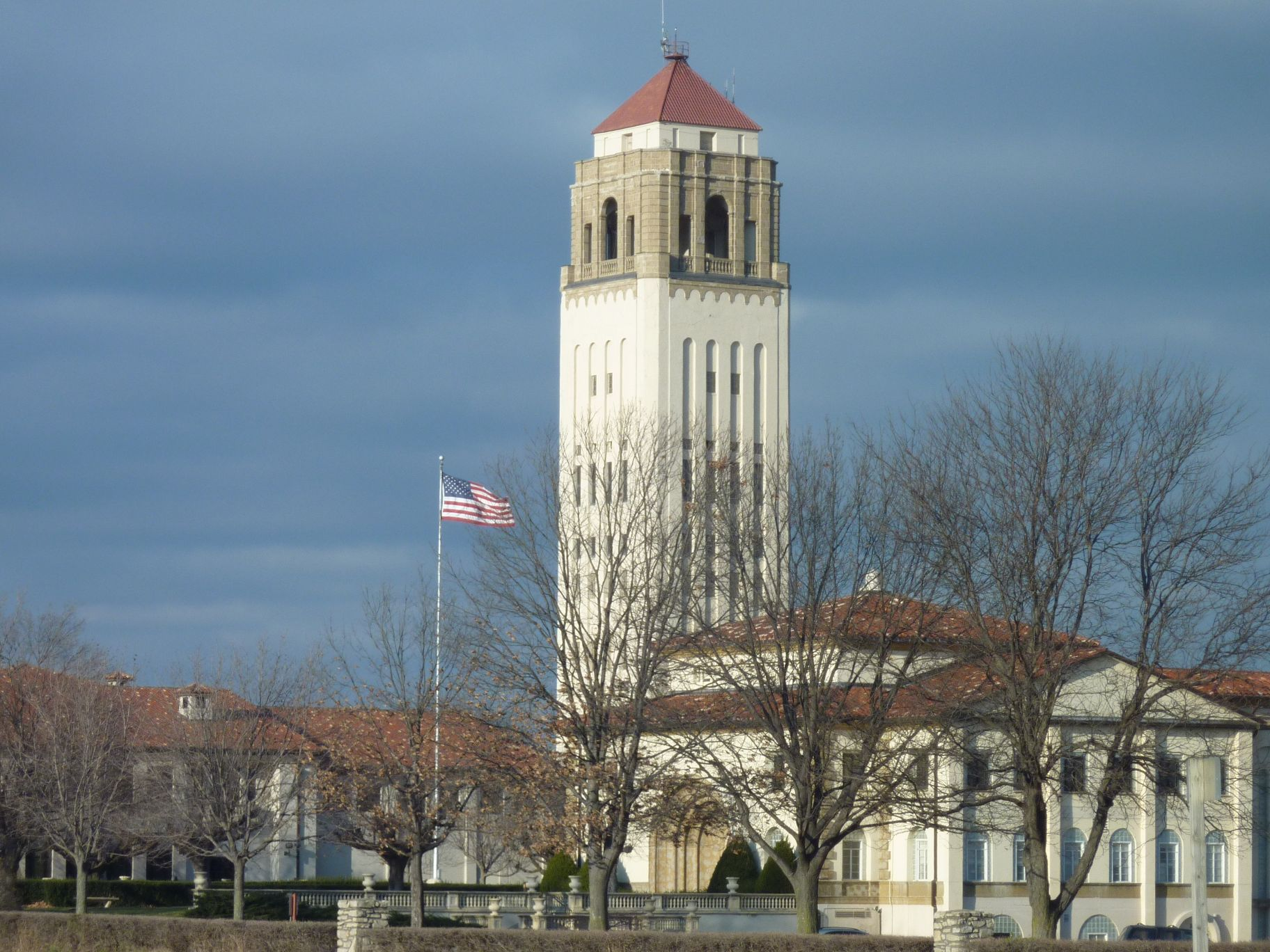
تصویری از کلیسای یکپارچه

یکپارچه یا به طور رسمی کلیسای یکپارچه (به انگلیسی: Unity Church/Unity)، یک جنبش دینی در میان جنبش گسترده تر اندیشه نوین (New Thought) می باشد. این جنبش خود را مسیحیت کاربردی مثبت توصیف می نماید

## تاریخچه
کلیسای یکپارچه در 1889 در کانزاس سیتی از سوی چارلز فیلمور و میرتل فیلمور بنیان گذاری شد.
جنبش کلیسای یکپارچه خویش را یک سازمان مسیحی جهانی می داند و رویکردی مثبت در زندگی را با پذیرش دیدن خوبی در همه مردم و رخ دادها آموزش می دهد.

یکپارچه  را با نداشتن هیچ عقیده ویژه، یک اصول دگم، و هیچ گونه مراسم مذهبی شناسایی می کنند.
یکپارچگی چندین برنامه دارد :
1. برنامه برای نیاش، یکپارچگی خاموش (Silent Unity Christianity)
2. انجمن یکپارچه مسیحیت کاربردی (the Unity Society of Practical)
3. آموزشگاه یکپارچه مسیحیت (Unity School of Christianity)
4. نهاد یکپارچگی  (Unity Institute)
5. اداره پژوهشی نیایشگران (the Office of Prayer Research)
6. مدیریت کلیسای یکپارچه (the Association of Unity Churches)
7. خانه یکپارچه (Unity House) بازوی انتشاراتی کلیسا

مرکز کلیسای یکپارچه، دهکده یکپارچگی، در میسوری می باشد